# ماتاکولیا
ماتاکولیا (به لاتین: Mattakkuliya) یک منطقهٔ مسکونی در سری‌لانکا است که در ناحیه کلمبو واقع شده‌است.